# 息長道足
息長 道足（おきなが の みちたり、生没年不詳）は、奈良時代の貴族。姓は真人。官位は従五位下・摂津山背検税使。

## 経歴
称徳朝の天平神護2年（766年）従五位下に叙爵し、神護景雲4年（770年）大監物に任官する。
宝亀2年（771年）長門守に転じると、宝亀7年（776年）摂津山背検税使に任ぜられるなど、光仁朝では地方行政に携わっている。
『平城宮木簡』4-4555号にも名前が記されている。

## 官歴
注記のないものは『続日本紀』による。
- 時期不詳：正六位上
- 天平神護2年（766年）11月5日：従五位下
- 神護景雲4年（770年）6月16日：大監物
- 宝亀2年（771年）9月13日：長門守
- 宝亀7年（776年）7月15日：摂津山背検税使